# Brădicești, Iași

Brădicești este un sat în comuna Dolhești din județul Iași, Moldova, România.

## Obiective turistice
- Mănăstirea Brădicești
- Biserica de lemn din Brădicești - monument istoric datând din anul 1691; se află în cimitirul satului